# Paul Kletzki

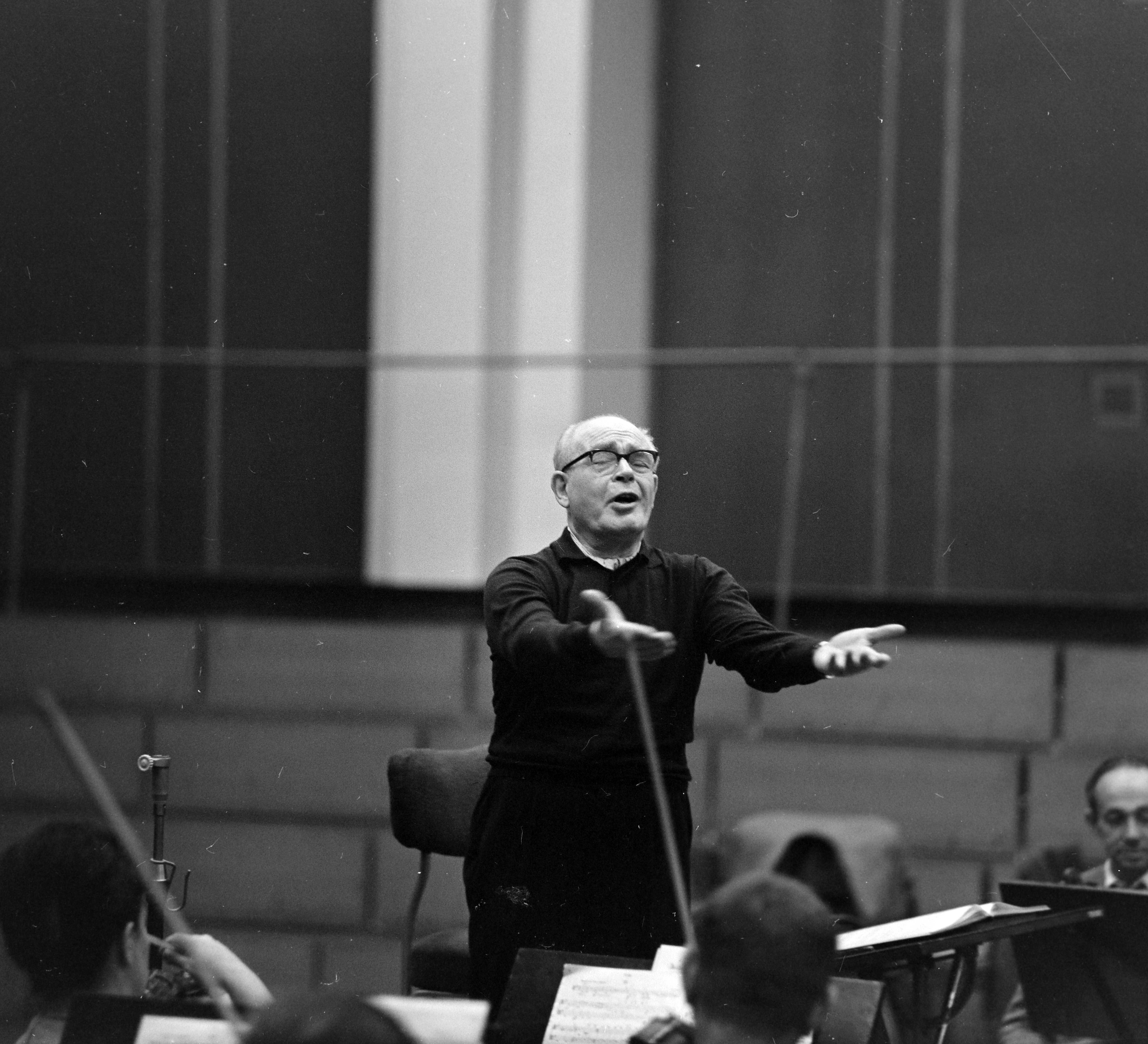
Paul Kletzki

Paul Kletzki (también Paul Klecki) (Łódź (Polonia, 21 de marzo de 1900) - Liverpool, 5 de marzo de 1973) fue un director de orquesta y compositor nacido en Polonia, naturalizado suizo.

## Trayectoria
Nacido Paweł Klecki en Łódź (Polonia), adoptaría más tarde el nombre alemán Paul Kletzki. 
Se unió a la Orquesta Filarmónica a los quince años. Tras participar en la Primera Guerra Mundial, estudió filosofía en la Universidad de Varsovia hasta los veinte años. 
En 1921 se trasladó a Berlín para proseguir sus estudios en la Hochschule für Musik donde estudiaría composición con Arnold Schönberg.
Wilhelm Furtwängler, le encargó en 1925 el Preludio para una tragedia que estrenó en Leipzig. En esa década sus composiciones fueron dirigidas por Arturo Toscanini y Wilhelm Furtwängler (que le trató, dijo, "como un hijo"), y quien le permitió dirigir la Orquesta Filarmónica de Berlín en 1925 con 28 años.
Emigró a Italia en 1933, por sus orígenes judíos; en Milán, enseñó en la Escuela Superior de Música, recomendado por Arturo Toscanini. El régimen fascista le haría huir también, pero en este caso hacia la Unión Soviética. 
En Ucrania se dirigió la Orquesta Filarmónica de Járkov, y en 1938, debió huir a Suiza, por las purgas estalinistas. 
En Lausana retomaría de nuevo sus labores docentes y con el Festival de Lucerna hasta 1945. 
Se destaca su Concierto para piano, op. 22 (1930), hoy modélico. La obra más notable de Kletzki es la Tercera Sinfonía. In memoriam (1939), dedicada a las víctimas del nazismo, entre ellas sus padres y hermana, que perecieron en campos de concentración.  
Escribió dos cuartetos de cuerda, una Sinfonietta de cuerda, una Fantasía para piano (del que era virtuoso), y una Sonata para violín y piano. Desde 1942  Kletzki no pudo componer más.
En 1946, debuta en la Scala y el productor Walter Legge lo contrata para la Orquesta Philharmonia. Dirige la Orquesta Filarmónica de Israel y la Sinfónica de Berna al regresar a Suiza en 1962.
Desde la posguerra, Kletzki fue un famoso director de orquesta, destacadamente de Mahler y Jean Sibelius. 
En 1954 fue nombrado director de la Orquesta Filarmónica de Liverpool; y entre 1958 y 1961 fue director principal de la Orquesta Sinfónica de Dallas. 
Volvió a Europa, y entre 1966 y 1970 fue el director de la Orquesta de la Suisse Romande.